# دادگاه حکمیت ورزش
دادگاه حکمیت ورزش (فرانسوی: Tribunal arbitral du sport‎)، یک سازمان شبه‌قضایی است که به منظور حل و فصل اختلافات مربوط به ورزش از طریق حکمیت بنیان‌گذاری شده‌است. مقر این دادگاه در لوزان سوئیس است و دادگاه‌های آن در نیویورک، سیدنی و لوزان قرار دارند. دادگاه‌های موقت در شهرهای میزبان کنونی المپیک بنا می‌شوند.

## صلاحیت و فرجام‌خواهی
تنها هنگامی می‌توان یک اختلاف را به دادگاه ارائه کرد که توافق حکمیت میان طرفین وجود داشته‌باشد. طبق مادهٔ ۶۱ منشور المپیک همهٔ اختلافات مرتبط با بازی‌های المپیک را تنها می‌توان به دادگاه حکمیت تسلیم کرد.
همهٔ فدراسیون‌های بین‌المللی المپیکی حکمیت دادگاه را دست‌کم برای چند اختلاف پذیرفته‌اند.
برای انطباق با کد جهانی ضد دوپینگ ۲۰۰۹ همه امضاکنندگان شامل همه فدراسیون‌های بین‌المللی المپیک و کمیته‌های ملی المپیک، حکمیت دادگاه را در زمینه نقض قانون مبارزه با دوپینگ پذیرفته‌اند. از سال ۲۰۱۶ بخش مبارزه با دوپینگ دادگاه، در موارد دوپینگ در بازی‌های المپیک قضاوت می‌کند. این تصمیمات را می‌توان در دادگاه موقتی در شهر میزبان المپیک یا در صورت موجود نبودن آن در خود دادگاه حکمیت درخواست داد.

## تاریخچه
با اختلاط ورزش و سیاست، بستری توسط خوان آنتونیو سامارانش، رئیس کمیته بین‌المللی المپیک، برای برخورد با اختلافات در حال افزایش در المپیک فراهم شد. این سازمان در سال ۱۹۸۴ به عنوان بخشی از کمیته بنیان‌گذاری شد.
در سال ۱۹۹۲ پرونده اختلاف میان گوندل و فدراسیون بین‌المللی سوارکاری در دادگاه بررسی شد و پس از آن با استدلال عدم بی‌طرفی دادگاه حکمیت به دادگاه عالی فدرال سوئیس فرجام‌خواهی شد. دادگاه سوئیس درست بودن حکمیت دادگاه حکمیت را تأیید کرد؛ ولی پیوندهای پرشمار میان دادگاه و کمیته را مورد توجه قرار داد.
در پاسخ، دادگاه حکمیت اصلاحاتی را به انجام رساند تا استقلال ساختاری و مالی خود از کمیته را افزایش دهد. بزرگترین تغییر ناشی از این اصلاح، ایجاد دادگاه حکمیت بین‌المللی ورزش بود که جایگزین کمیته در امور اجرایی و مالی شد. تا سال ۲۰۰۴ بیشترین موارد بررسی شده توسط دادگاه، مربوط به اختلافات نقل و انتقال فوتبال حرفه‌ای و دوپینگ بود.